# Championnat d'Asie féminin de rugby à XV 2024
Ne doit pas être confondu avec Championnat d'Asie de rugby à XV 2024.
 (mai 2024).
Navigation
2023 2025
Le championnat d'Asie féminin de rugby à XV (en) 2024 est la treizième édition de la compétition, organisée à Hong Kong du 22 mai au 1er juin 2024. Le Japon remporte la compétition pour la sixième fois.

## Format
Le vainqueur se qualifie pour la Coupe du monde 2025 et le WXV 2. Le deuxième se qualifie pour le WXV 3 et reste qualifiable pour la Coupe du monde.

## Classement et résultats

### Classement
| Rang | Pays       | J | V | N | D | Bo | Bd | Pm | Pe | Diff | Pts |
| ---- | ---------- | - | - | - | - | -- | -- | -- | -- | ---- | --- |
| 1    | Japon      | 2 | 2 | 0 | 0 | 2  | 0  | 93 | 12 | +81  | 10  |
| 2    | Hong Kong  | 2 | 1 | 0 | 1 | 0  | 0  | 34 | 29 | +5   | 4   |
| 3    | Kazakhstan | 2 | 0 | 0 | 2 | 0  | 0  | 0  | 86 | -86  | 0   |

### Résultats
| 22 mai 2024 | Hong Kong                                                                                    | 12 - 29 (0 - 12) | Japon bo                                                                                            | King's Park Sports Ground (zh) Arbitre : Christabelle Lim |
| 22 mai 2024 | Essai(s) : 2 Forrest, Ka Yan Transformation(s) : 1 Smith Carton(s) jaune(s) : 1 Olson-Thorne | Rapport          | Essai(s) : 4 I.Nagata, Kagawa, Hatada, N.Nagata Transformation(s) : 3 Otsuka Pénalité(s) : 1 Otsuka | King's Park Sports Ground (zh) Arbitre : Christabelle Lim |
| 22 mai 2024 |                                                                                              | Rapport          | | King's Park Sports Ground (zh) Arbitre : Christabelle Lim |

| 27 mai 2024 | Japon bo | 64 - 0 (31 - 0) | Kazakhstan                                                                    | King's Park Sports Ground Arbitre : Sunny Lee |
| 27 mai 2024 | Essai(s) : 10 Kato, Hirotsu, Nagai, I.Nagata, Sato, Yoshimura, Mine, Abe, Machida, Otsuka Transformation(s) : 7 Otsuka Carton(s) jaune(s) : 1 Yoshimura | Rapport         | Carton(s) jaune(s) : 2 Dadajanova, Melnikova Carton(s) rouge(s) : 1 Melnikova | King's Park Sports Ground Arbitre : Sunny Lee |
| 27 mai 2024 | | Rapport         |                                                                               | King's Park Sports Ground Arbitre : Sunny Lee |

| 1er juin 2024 | Hong Kong                                                                               | 22 - 0 (7 - 0) | Kazakhstan | Hong Kong Football Club Stadium Arbitre : Tasuku Kawahara |
| 1er juin 2024 | Essai(s) : 3 Chong, Olson-Thorne, Lau Transformation(s) : 2 Smith Pénalité(s) : 1 Smith | Rapport        |            | Hong Kong Football Club Stadium Arbitre : Tasuku Kawahara |
| 1er juin 2024 |                                                                                         | Rapport        |            | Hong Kong Football Club Stadium Arbitre : Tasuku Kawahara |